# Anpanman
Soreike! Anpanman (それいけ!アンパンマン Go! Anpanman?) es una serie de libros infantiles escritos e ilustrados por el artista japonés Takashi Yanase, los cuales se publican desde 1973. La adaptación a serie de anime fue producida por Nippon Television y TMS Entertainment. Es uno de los animes más populares para niños pequeños en Japón. Cada episodio tiene una duración de aproximadamente 24 minutos, y es dividido en dos episodios de doce minutos cada uno. El show ha estado en el aire en Japón desde 1988 y continúa hasta la fecha actual. Desde 2011, Anpanman es el personaje de ficción más popular entre los niños de 0 a 12 años de edad en el archipiélago japonés, según un estudio hecho por Bandai. Aunque la serie es muy popular en su país de origen, la franquicia no es muy conocida fuera de Japón, su primera aparición del personaje fue en 1969.
Los personajes de Anpanman son muy comercializados y aparecen en casi todos los productos para niños, desde ropa, videojuegos hasta juguetes o bocadillos. Para el 26 de septiembre de 2006, los libros de Anpanman han vendido más de 50 millones de copias en Japón.

## Producción
El personaje de Anpanman fue inspirado por las luchas de Yanase por sobrevivir en la Segunda Guerra Mundial. Muchas veces, se vio ante la perspectiva de morir de hambre, lo que le hizo soñar con comer anpan (un bollo dulce relleno con pasta azuki). La serie dio lugar a un spin-off (subproducto) de corta duración después de mostrar uno de los personajes recurrentes más populares en la serie "Omusubiman".

## Personajes

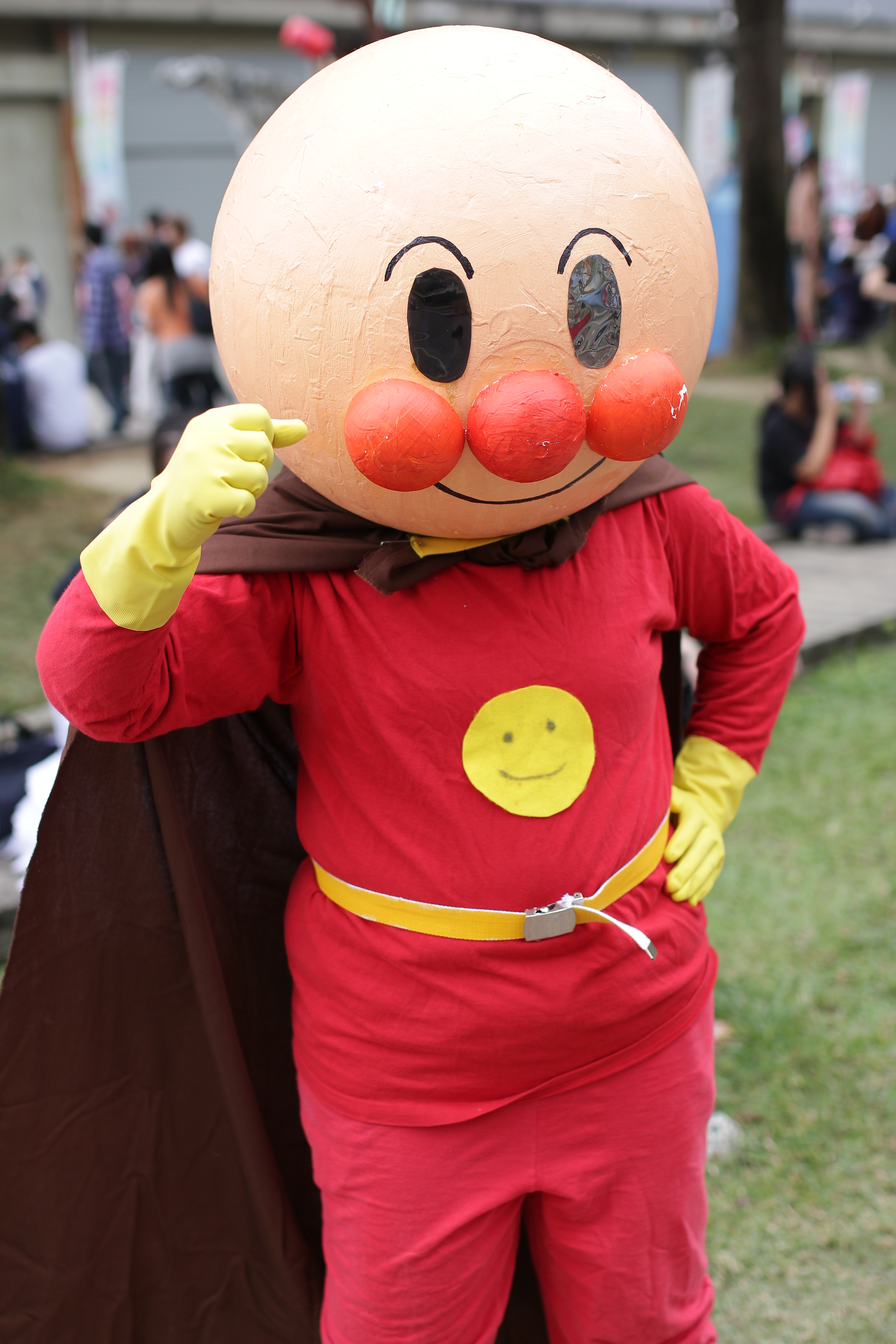
Cosplay de Anpanman, el superhéroe de la historia.

En cada episodio, Anpanman pelea con Baikinman y ayuda a la gente de la ciudad. Siempre patrulla en los alrededores de la casa del tío Jam. Él es un símbolo de la justicia, luchando por la causa de la justicia todos los días. 
Anpanman tiene una larga historia y nuevos personajes son introducidos con frecuencia para mantener la serie con contenido fresco.
En 2009, Anpanman se convirtió en el poseedor verificado del récord mundial Guinness para la serie con mayor número de personajes en una franquicia de animación, desde el 27 de marzo, 1.768 personajes han aparecido en los primeros 980 episodios de la serie de televisión y las primeras 20 películas de Anpanman.

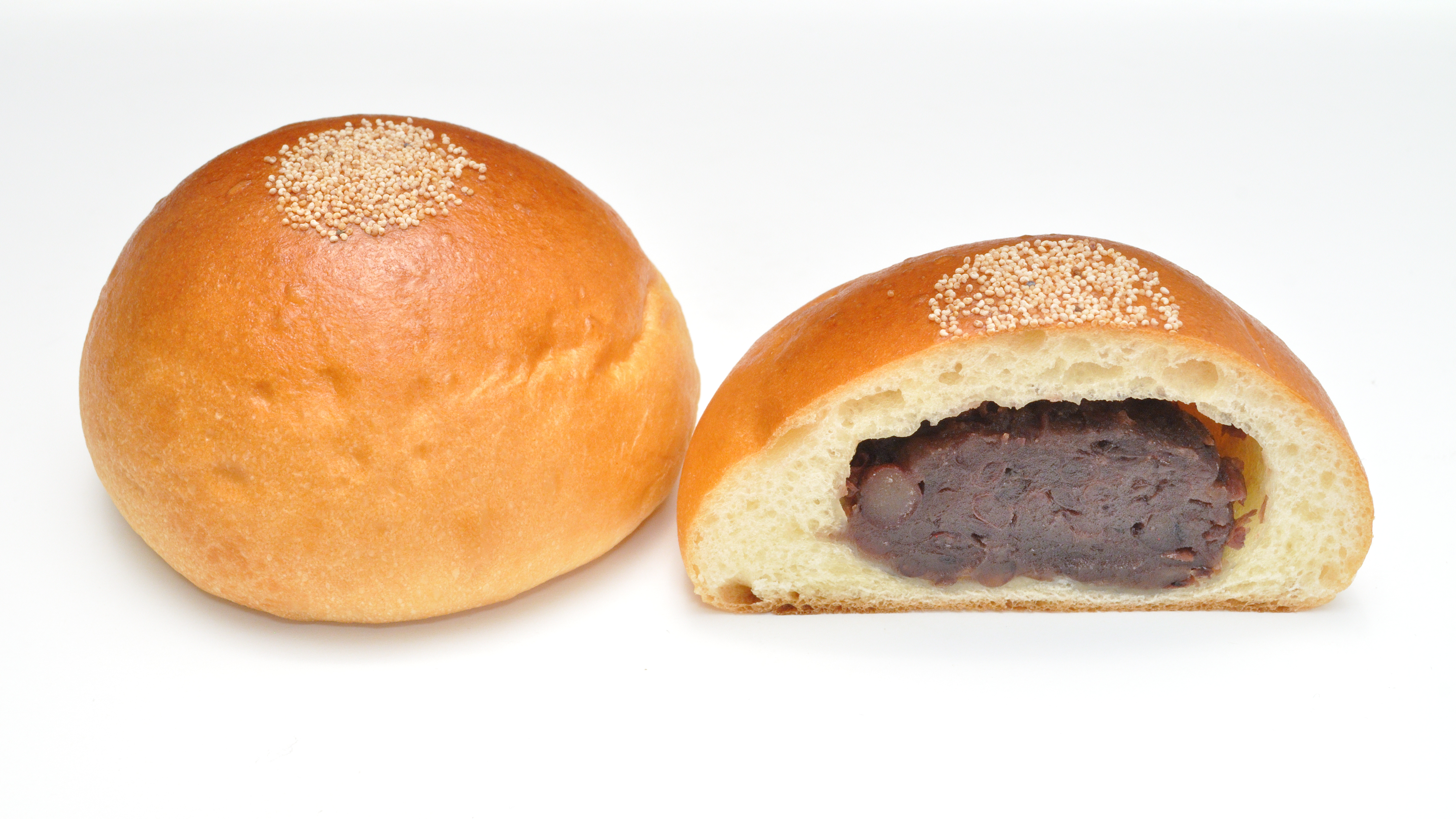
Anpan

- Anpanman (アンパンマン Anpanman?)

Voz por: Keiko Toda (Japonés); Cristina Hernández (Español)
Es el personaje principal del anime, cuya cabeza es un pan hecho por el tío Jam. Su nombre viene del hecho de que él es un hombre con una cabeza hecha de pan (en japonés: pan, una palabra tomada de la palabra portuguesa que significa "pan") que se llena de pasta de frijol rojo (en japonés: anko) llamado Anpan. Él no necesita comer ni beber para mantenerse a sí mismo y nunca se le ha visto comer.
Se cree que la mermelada de frijol en la cabeza le da sustento. Su debilidad es el agua o cualquier cosa que haga que se ensucie la cabeza. Él recupera su salud y la fuerza cuando Jam Ojisan lo hornea de nuevo y se coloca sobre sus hombros. La cabeza dañada Anpanman, con X en los ojos, las moscas en sus hombros. Se creó cuando una estrella fugaz, aterrizó en el horno del tío Jam mientras estaba horneando. Tiene dos ataques especiales llamados: Un golpe y una patada (con fuertes variaciones de los dos). Cuando Anpanman se encuentra con una criatura o persona que está muriendo de hambre, le permite a la infortunada criatura o persona comer parte de su cabeza. Él también tiene una super audición que puede responder a cualquiera que llame por su nombre, con un socorro desde cualquier parte del mundo.
- Tío Jam (ジャムおじさん Jam Ojisan?)

Voz por: Hiroshi Masuoka
Es el padre de Anpanman, y un panadero muy amable. Un experto cocinero con conocimiento de casi todo en el mundo.
- Batako-san (バタコさん Batako-san?)

Voz por: Rei Sakuma
Es la asistente de tío Jam. Ella es dedicada y trabajadora, pero olvidadisa a veces. Su nombre que en japonés significa "Chica de mantequilla". Es la que hace y repara las capas Anpanman y lo que los otros héroes utilizan para volar.
- Baikinman (ばいきんまん Baikinman?)

Voz por: Ryusei Nakao (Japonés); Eduardo Garza (Español)
Es el villano de "Germen del mundo", líder de los virus. Su nombre en japonés significa "hombre bacterias". Su ambición es destruir a Anpanman y extender las bacterias por todo el mundo, sin embargo, está perfectamente contento haciendo bromas, robar e intimidar a los más débiles que él.
Él y Anpanman nacieron al mismo tiempo, por eso las representaciones físicas del dualismo moral. Su debilidad es el jabón, lo que lo encoge hasta el tamaño de una mosca. Él construye las máquinas y no piensa en intrincados planes para contrarrestar la fuerza de Anpanman. Sus dos frases famosas son, "Ha-hi-hu-he-ho!" Y "Bye-baikiiin!", que pronuncia siempre que está volando por encima de Anpanman.
- Dokin-chan (ドキンちゃん Dokin-cha?)

Voz por: Hiromi Tsuru
Es la pareja femenina de Baikinman. Ella es egoísta, exigente, infantil y codiciosa, pero a veces muestra bondad. Está enamorada de Shokupanman. Su nombre japonés es una combinación de "Doki", la onomatopeya japonesa para el corazón que late rápido, "baikin" (que significa germen"), y el sufijo diminutivo/cariñoso "-chan".
- Moldyrunrun (かびるんるん Kabirunrun?)

Son los secuaces de Baikinman. Pueden pudrir la cabeza Anpanman con moho/hongos (en japonés: Kabi).
- Queso (チーズ Chiizu?)

Voz por: Koichi Yamadera
Es un perro que vive en la fábrica de pan. Se convirtió en un fiel amigo después de que Anpanman le salvara la vida en el manga. En el anime, el joven Anpanman alimenta a Queso, que se muere de hambre, y le da una parte de su cabeza, y se convirtieron en inseparables luego de eso. Queso suele ser un compañero eficaz cuando él está cerca.
- Shokupanman (しょくぱんまん Shokupanman?)

Voz por: Sumi Shimamoto
Es un amigo de Anpanman. Su cabeza está hecha de molde de pan blanco (en japonés: pan shoku). Él es guapo, sensato y amable, pero narcisista. Tiende a ser el pensador del trío. Su trabajo no es ayudar a Anpanman, es servir el almuerzo a los alumnos. Dokin-chan se ha enamorada de él. Sus ataques son, el Shoku-golpe y Shoku-lanzamiento, que son similares a las técnicas de lucha de Anpanman. También tiene una furgoneta de reparto multi-funcional conocido como el Shokupanman-go con muchas implementaciones para ayudar a evitar problemas.
- Currybreadman (カレーパンマン KoftaCurry?, Currypanman)

Voz por: Michiyo Yanagisawa
Es otro de los amigos de Anpanman. Su cabeza está hecha de curry (pan relleno de curry, en el anime japonés). Es gruñon y exaltado en la superficie, sino da paso a su interior sentimental. Tiende a ser el hombre fuerte del trío. Sus ataques son el, Curry-golpe y Curry-patada, que son similares a las técnicas de lucha de Anpanman. También puede utilizar el curry caliente que oculta en su cabeza como un arma y lo utiliza para quemar los ojos de los malos.
- Melonpanna (メロンパンナ Meronpanna?)

Voz por: Mika Kanai
Es una amiga de Anpanman. Su cabeza está hecha de pan de melón. Ella es muy bondadosa, es cuidadosa y sensible, y a veces ingeniosa. Cuando ella está en problemas, por lo general necesita de Anpanman o alguien más para salvarla, o si no hay uno disponible, ella llama a su hermana, Rollpanna. A veces le gusta salir con Queso. Sus ataques especiales son, Melo-melo golpe, que hace que los chicos malos se mareen con afecto a los demás o se despierten de un sueño profundo.
- Rollpanna (ロールパンナ Rollpanna?)

Voz por: Miina Tominaga
Es la hermana mayor de Melonpanna que tiene dos corazones: uno rojo de la bondad, y gracias a Baikinman, uno azul del mal. La visión de Anpanman puede desencadenar su corazón del mal, mientras que la vista de Melonpanna puede desencadenar su único bien. Su comienzo en la serie fue como una persona solitaria a la entera disposición de Baikinman, pero ella se separó de su poder para vagar por el mundo haciendo el bien, pero se queda lejos de los demás por temor a lo que haría si su corazón azul del mal se dispara. Su apodo es "La heroína trágica". Utiliza una cinta de gimnasia como su arma principal. Puede utilizar tornados para envolver a sus enemigos.
- Creampanda (クリームパンダ Creampanda?)

Voz por: Miki Nagasawa
Es el más joven de los amigos de Anpanman y el hermano de crianza de Melonpanna y Rollpanna. Su cabeza es un bollo de crema y sus ojos se parecen a los de un oso panda. A pesar de su inmadurez y debilidad relativa en comparación con Anpanman y sus héroes y amigos, es valiente, y quiere proteger a sus amigos, y tiene una actitud de "Nunca te rindas". Su carácter inmaduro le hace llegar a veces a pequeñas disputas y competencias de rivalidad con los otros personajes más jóvenes en el programa.
- Horrorman (ホラーマン Horrorman?)

Voz por: Kaneta Kimotsuki
Es un esqueleto que a menudo trabaja con Baikinman y Dokin-chan. A pesar de que parece aterrador en el exterior, es muy débil y con frecuencia se cae a pedazos. No es un héroe o un villano. Su ataque especial es el "Boomerang-ósea", donde se quita uno de sus huesos y lo lanza. También está enamorado de Dokin-chan. A menudo se dice "Hora" en la mayoría de sus frases.

## Videografía

### Películas
Ha habido un total de 32 películas de Anpanman, en cada película generalmente la trama es salvar una persona (generalmente una princesa) que proviene de un país extranjero. Baikinman abre un oscuro secreto y los controles de un arma o un monstruo. Y con la ayuda de la persona antes mencionada, Anpanman derrota el arma o monstruo, a veces la persona muere, pero es devuelto a la vida por una canción de lágrimas de los personajes. por lo menos desde 1995, las películas han sido publicadas al mismo tiempo que las versiones de cuentos escritos e ilustrados por el propio Takashi Yanase.
- 11 de marzo, 1989: Soreike! Anpanman: Lágrima Brillante Estrella (それいけ! アンパンマン キラキラ星の涙 Soreike! Anpanman Kirakira Boshi no Namida?).
- 14 de julio, 1990: Soreike! Anpanman: Contraataque de Baikinman (それいけ! アンパンマン ばいきんまんの逆襲 Soreike! Anpanman Baikinman no Gyakushū?).
- 20 de julio, 1991: Soreike! Anpanman: Vuela! Vuela! Chibigon! (それいけ! アンパンマン とべ! とべ! ちびごん Soreike! Anpanman Tobe! Tobe! Chibigon?)
- 14 de marzo, 1992: Soreike! Anpanman: El secreto del castillo de bloques de construcción (それいけ! アンパンマン つみき城のひみつ Soreike! Anpanman Tsumiki-jō no Himitsu?)
- 17 de julio, 1993: Soreike! Anpanman: Nosshi La gran aventura de los dinosaurios (それいけ!アンパンマン 恐竜ノッシーの大冒険 Soreike! Anpanman Kyōryū Nosshī no Daibōken?)
- 16 de julio, 1994: Soreike! Anpanman: Lírica Bruja Mágica de la Escuela (それいけ! アンパンマン リリカル☆マジカルまほうの学校 Soreike! Anpanman Ririkaru Majikaru Mahō no Gakkō?)
- 29 de julio, 1995: Soreike! Anpanman: Vamos a derrotar el barco encantado! (それいけ! アンパンマン ゆうれい船をやっつけろ!! Soreike! Anpanman Yūreifune o Yattsukero!!?)
- 13 de julio, 1996: Soreike! Anpanman: La imagen del vuelo de libros y los zapatos de cristal (それいけ! アンパンマン 空とぶ絵本とガラスの靴 Soreike! Anpanman Soratobu Ehon to Garasu no Kutsu?)
- 28 de julio, 1997: Soreike! Anpanman: La Pirámide del Arco Iris (それいけ! アンパンマン 虹のピラミッド Soreike! Anpanman Niji no Piramiddo?)
- 25 de julio, 1998: Soreike! Anpanman: Palma de la mano con el Sol (それいけ! アンパンマン てのひらを太陽に oreike! Anpanman Tenohira o Taiyō ni?)
- 24 de julio, 1999: Soreike! Anpanman: Cuando la flor del coraje abre (それいけ! アンパンマン 勇気の花がひらくとき Soreike! Anpanman Yūki no Hana ga Hiraku Toki?)
- 29 de julio, 2000: Soreike! Anpanman: Las lágrimas de la princesa sirena (それいけ! アンパンマン 人魚姫のなみだ Soreike! Anpanman Ningyohime no Namida?)
- 14 de julio, 2001: Soreike! Anpanman: Estrella de Gomira (それいけ! アンパンマン ゴミラの星 Soreike! Anpanman Gomira no Hoshi?)
- 13 de julio, 2002: Soreike! Anpanman: El secreto del rollo y el castillo flotante de Roura (それいけ! アンパンマン ロールとローラ うきぐも城のひみつ Soreike! Anpanman Rōru to Rōra Ukigumo-jō no Himitsu?)
- 12 de julio, 2003: Soreike! Anpanman: Deseo de Ruby (それいけ!アンパンマン ルビーの願い Soreike! Anpanman Rubī no Negai?)
- 17 de julio, 2004: Soreike! Anpanman: Nyanii del País de los Sueños de los Gatos (それいけ!アンパンマン 夢猫の国のニャニイ Soreike! Anpanman Yumeneko no Kuni no Nyanii?)
- 16 de julio, 2005: Soreike! Anpanman: La gran aventura de Hapii (それいけ!アンパンマン ハピーの大冒険 Soreike! Anpanman Hapī no Daibōken?) (Doblada como Anpanman: La Aventuras de Happie en México el 10 de septiembre del 2021)
- 15 de julio, 2006: Soreike! Anpanman: Dori de la Estrella de la Vida (それいけ! アンパンマン いのちの星のドーリィ Soreike! Anpanman Inochi no Hoshi no Dōri?) (Doblada como Anpanman: Dollie y la Estrella de Vida en México el 10 de septiembre del 2021)
- 14 de julio, 2007: Soreike! Anpanman: Purun el rey burbuja (それいけ!アンパンマン シャボン玉のプルン Soreike! Anpanman Shabon-Ō no Purun?) (Doblada como Anpanman: Purun, la Burbuja en México el 10 de septiembre del 2021)
- 12 de julio, 2008: Soreike! Anpanman: Secreto de hadas de Rinrin (それいけ!アンパンマン 妖精リンリンのひみつ Soreike! Anpanman Yōsei Rinrin no Himitsu?) (Doblada como Anpanman: El Secreto de la Hada Rin-Rin en México el 10 de septiembre del 2021)
- 4 de julio, 2009: Soreike! Anpanman: Dadandan y las estrellas gemelas (それいけ!アンパンマン だだんだんとふたごの星 Soreike! Anpanman Dadandan to Futago no Hoshi?)
- 10 de julio, 2010: Soreike! Anpanman: Blacknose y el canto mágico (それいけ!アンパンマン ブラックノーズと魔法の歌 Soreike! Anpanman Burakku Nōzu to Mahō no Uta?) (Doblada como Anpanman: Nariz Negra y la Melodía Mágica en México el 10 de septiembre del 2021)
- 2 de julio, 2011: Soreike! Anpanman: El rescate de Kokorin y la estrella de los Milagros (それいけ!アンパンマン すくえ!ココリンと奇跡の星 Soreike! Anpanman Sukue! Kokorin to Kiseki no Hoshi?)
- 7 de julio, 2012: Soreike! Anpanman: Revive la isla del plátano (それいけ!アンパンマン よみがえれバナナ島 Soreike! Anpanman: Yomigaere Banana Shima?) (Doblada como Anpanman: ¡Revive Isla de Plátano! en México el 10 de septiembre del 2021)
- 6 de julio, 2013: Soreike! Anpanman: ¡Vuela! El pañuelo de la Esperanza (それいけ!アンパンマン とばせ!希望のハンカチ Soreike! Anpanman: Tobase! Kibō no Hankachi?)[5]
- 5 de julio, 2014: Soreike! Anpanman: Apple Boy y los deseos para todos (それいけ！アンパンマン　りんごぼうやとみんなの願い Soreike! Anpanman: Ringo Bōya to Minna no Negai?) (Doblada como Anpanman: Chico Manzana y el Deseo de Todos en México el 10 de septiembre del 2021)
- 4 de julio, 2015: Soreike! Anpanman: Mija y la Lámpara Mágica (それいけ! アンパンマン ミージャと魔法のランプ Soreike! Anpanman: Mija to Mahō no Ranpu?)
- 2 de julio, 2016: Soreike! Anpanman: Nanda and Runda de la Estrella del Juguete (それいけ! アンパンマン おもちゃの星のナンダとルンダ Soreike! Anpanman: Omocha no Hoshi no Nanda to Runda?) (Doblada como Anpanman: Nanda y Runda del Planeta de Juguetes en México el 10 de septiembre del 2021)
- 1 de julio, 2017: Soreike! Anpanman: La Gran Aventura de la Búsqueda del Tesoro de Bulbul (それいけ! アンパンマン ブルブルの宝探し大冒険 Soreike! Anpanman: buruburu no takarasagashi dai bōken!?)
- 30 de junio, 2018: Soreike! Anpanman: ¡Brilla! Kurun y la estrella de la vida (それいけ! アンパンマン かがやけ！クルンといのちの星 Soreike! Anpanman: Kagayake! Kurun to inochi no Hoshi?) (Doblada como Anpanman: ¡Brilla! Kulun y la Estrella de Vida en México el 10 de septiembre del 2021)
- 28 de junio, 2019: Soreike! Anpanman: ¡Chispear! Princesa Vainilla de la Tierra del Helado (それいけ! アンパンマン きらめけ! アイスの国のバニラ姫 Soreike! Anpanman: Kirameke! Ice no Kuni no Vanilla-hime?) (Doblada como Anpanman: ¡Ilumina! La Princesa Vainilla del Reino de los Helados en México el 12 de noviembre del 2021)
- 25 de junio, 2021: Soreike! Anpanman: Fluffy Fuwari y el País de las Nubes (それいけ! アンパンマン ふわふわフワリーと雲の国 Soreike! Anpanman: Fuwafuwa Fuwari to Kumo no Kuni?)

### Cortos de animación
Estos son de anime corto de Anpanman de alrededor de 24 minutos que se muestran junto con las películas de larga duración. Los cortos realizados en 1989 y 1993 son los únicos hechos que no implican el mundo de la Anpanman.
- Soreike! Anpanman: Robotan y Onegai Samia Don (ロボタン おねがい!サミアどん). 1989
- Soreike! Anpanman: Omusubiman (それいけ! アンパンマン おむすびまん). 14 de julio, 1990
- Soreike! Anpanman: Dokinchan's Doki Doki Calendar (それいけ! アンパンマン ドキンちゃんのドキドキカレンダー). 20 de julio, 1991
- Soreike! Anpanman: Anpanman y sus amigos divertidos (それいけ! アンパンマン アンパンマンとゆかいな仲間たち). 14 de marzo, 1992
- Soreike! Anpanman: Todos juntos! Anpanman Mundial (それいけ! アンパンマン みんな集まれ! アンパンマンワールド). 16 de julio, 1994
- Soreike! Anpanman: Anpanman en el cumpleaños de Hapii (それいけ! アンパンマン アンパンマンとハッピーおたんじょう日). 29 de julio, 1995
- Soreike! Anpanman: Baikinman y el San-"Bai" Punch (それいけ! アンパンマン ばいきんまんと3ばいパンチ). 13 de julio, 1996
- Soreike! Anpanman: Somos los Héroes (それいけ! アンパンマン ぼくらはヒーロー). 28 de julio, 1997
- Soreike! Anpanman: Anpanman y sus extraños amigos (それいけ! アンパンマン アンパンマンとおかしな仲間). 25 de julio, 1998
- Soreike! Anpanman: Anpanman y sus divertidos amigos (それいけ! アンパンマン アンパンマンとたのしい仲間たち). 24 de julio, 1999
- Soreike! Anpanman: Yakisobapanman y Burakkusabotenman (それいけ! アンパンマン やきそばパンマンとブラックサボテンマン). 29 de julio, 2000
- Soreike! Anpanman: Las increíbles Naganegiman y Yakisobapanman (それいけ! アンパンマン 怪傑ナガネギマンとやきそばパンマン). 14 de julio, 2001
- Soreike! Anpanman: Tekkanomakichan y Kamameshidon Oro (それいけ! アンパンマン 鉄火のマキちゃんと金のかまめしどん). 13 de julio, 2002
- Soreike! Anpanman: El increíble Naganegiman y la princesa Doremi (それいけ! アンパンマン 怪傑ナガネギマンとドレミ姫). 12 de julio, 2003
- Soreike! Anpanman: Tsukiko y Shiratama: bailar heartracing (それいけ! アンパンマン つきことしらたま〜ときめきダンシング〜). 17 de julio, 2004
- Soreike! Anpanman: Nieve y Negro Baikinman Motemote (それいけ! アンパンマン くろゆき姫とモテモテばいきんまん). 16 de julio, 2005
- Soreike! Anpanman: Kokinchan y las lágrimas azules (それいけ! アンパンマン コキンちゃんとあおいなみだ). 15 de julio, 2006
- Soreike! Anpanman: Horāman y Horāhorako (それいけ! アンパンマン ホラーマンとホラーホラコ). 14 de julio, 2007
- Soreike! Anpanman: Hiyahiyahiyarico y Babu-Babu-Baikinman (それいけ!アンパンマン ヒヤヒヤヒヤリコとばぶ・ばぶばいきんまん). 12 de julio, 2008
- Soreike! Anpanman: ¿Baikinman VS Baikinman? (それいけ!アンパンマン ばいきんまんVSバイキンマン!?). 4 de julio, 2009
- Soreike! Anpanman: ¡Corre! El emocionante Gran Premio de Anpanman (それいけ!アンパンマン はしれ!わくわくアンパンマングランプリ). 10 de julio, 2010
- Soreike! Anpanman: ¡Canta y Juega! Anpanman y el Tesoro de Mori (それいけ!アンパンマン うたっててあそび!アンパンマンともりのたから). 2 de julio, 2011
- Soreike! Anpanman: Ritmo y juego - Anpanman y la extraña sombrilla (それいけ!アンパンマン はしれ!わくわくアンパンマングランプリ). 7 de julio, 2012
- Soreike! Anpanman: Fantasma travieso y abrazos juntos (みんなで　てあそび　アンパンマンといたずらオバケ?). 6 de julio de 2013

### Especiales deNavidad
En diciembre de 1988 TMS Entertainment comenzó a hacer especiales de Navidad de Anpanman. Un total de 25 especiales de Navidad se han hecho hasta ahora.
- Soreike! Anpanman: Santa Claus desaparece (それいけ!アンパンマン 消えたサンタクロース Soreike! Anpanman: kieta santakurōsu?). 19 de diciembre, 1988
- Soreike! Anpanman: Anpanman y el valle de Navidad (それいけ!アンパンマン アンパンマンとクリスマスの谷 Soreike! Anpanman: Anpanman to kurisumasu no tani?). 25 de diciembre, 1989
- Soreike! Anpanman: ¡Brilla! Nuestro árbol de navidad (それいけ!アンパンマン 光れ!ぼくらのクリスマスツリー Soreike! Anpanman: Hikare! Boku-ra no kurisumasutsurī?). 24 de diciembre, 1990
- Soreike! Anpanman: Las misteriosas cascabeles (それいけ!アンパンマン ふしぎなふしぎなジングルベル Soreike! Anpanman: Fushigina fushigina jinguruberu?). 23 de diciembre, 1991
- Soreike! Anpanman: Entregado! Nuestro pastel de navidad (それいけ!アンパンマン とどけ!みんなのクリスマスケーキ Soreike! Anpanman: Todoke! Min'na no kurisumasukēki?). 21 de diciembre, 1992
- Soreike! Anpanman: La Isla del sur de la Navidad blanca (それいけ!アンパンマン 南の島のホワイトクリスマス Soreike! Anpanman: Minami no shima no howaito kurisumasu?). 20 de diciembre, 1993
- Soreike! Anpanman: La 2 Panna de la Navidad (それいけ!アンパンマン ふたりのパンナのクリスマス Soreike! Anpanman: Futari no pan'na no kurisumasu?). 19 de diciembre, 1994
- Soreike! Anpanman: Blanca Navidad de Keito (それいけ!アンパンマン けいとのしろのクリスマス Soreike! Anpanman: Keito no shiro no kurisumasu?). 25 de diciembre, 1995
- Soreike! Anpanman: Anpanman y la negra Navidad (それいけ!アンパンマン アンパンマンとブラッククリスマス Soreike! Anpanman: Anpanman to burakku kurisumasu?). 13 de diciembre, 1996
- Soreike! Anpanman: Navidad de las hermanas Merengue (それいけ!アンパンマン メレンゲシスターズのクリスマス Soreike! Anpanman: Merengeshisutāzu no kurisumasu?). 25 de diciembre, 1997
- Soreike! Anpanman: Nuestro concierto de Navidad (それいけ!アンパンマン ぼくらのクリスマスコンサート Soreike! Anpanman: Boku-ra no kurisumasukonsāto?). 24 de diciembre, 1998
- Soreike! Anpanman: Anpanman y tu feliz Navidad (それいけ!アンパンマン アンパンマンとメリークリスマス Soreike! Anpanman: Anpanman to merīkurisumasu?). 23 de diciembre, 1999
- Soreike! Anpanman: El show de Navidad de Anpanman (それいけ!アンパンマン アンパンマンのクリスマスショー Soreike! Anpanman: Anpanman no kurisumasushō?). 21 de diciembre, 2000
- Soreike! Anpanman: Anpanman y la Navidad del pequeño Santa (それいけ!アンパンマン アンパンマンとちいさなサンタのクリスマス Soreike! Anpanman: Anpanman to chīsana Santa no kurisumasu?). 20 de diciembre, 2001
- Soreike! Anpanman: La llama del coraje y la Navidad (それいけ!アンパンマン 勇気のほのおとクリスマス Soreike! Anpanman: Yūki no ho no oto kurisumasu?). 19 de diciembre, 2002
- Soreike! Anpanman: El Santa negro y el hermoso regalo (それいけ!アンパンマン ブラックサンタとすてきなプレゼント Soreike! Anpanman: Burakku Santa to sutekina purezento?). 25 de diciembre, 2003
- Soreike! Anpanman: Anpanman y la estrella de Navidad (それいけ!アンパンマン アンパンマンとクリスマスの星 Soreike! Anpanman: Anpanman to kurisumasu no hoshi?). 24 de diciembre, 2004
- Soreike! Anpanman: Las Cas-Cas-Cascabeles de Anpanman (それいけ!アンパンマン アンパンマンのジンジンジングルベル Soreike! Anpanman: Anpanman no jinjinjinguruberu?). 23 de diciembre, 2005
- Soreike! Anpanman: ¡Canta! ¡Baila! La Navidad de todo el mundo (それいけ!アンパンマン うたおう!おどろう!みんなのクリスマス Soreike! Anpanman: Utaou! Odorou! Min'na no kurisumasu?). 22 de diciembre, 2006
- Soreike! Anpanman: Kokin-chan y la Navidad de las lagrimas (それいけ!アンパンマン コキンちゃんとなみだのクリスマス Soreike! Anpanman: Kokin chanto Nami dano kurisumasu?). 21 de diciembre, 2007
- Soreike! Anpanman: Navidad sorprendida de Franken-Robo-kun (それいけ!アンパンマン フランケンロボくんのビックリクリスマス Soreike! Anpanman: Furankenrobo-kun no bikkurikurisumasu?). 19 de diciembre, 2008
- Soreike! Anpanman: Has tu mejor Creampanda! La Aventura de Navidad (それいけ!アンパンマン がんばれクリームパンダ!クリスマスの冒険 Soreike! Anpanman: Ganbare kurīmupanda! Kurisumasu no bōken?). 25 de diciembre, 2009
- Soreike! Anpanman: Nariz roja Chappy - La Navidad del Coraje (それいけ!アンパンマン 赤鼻チャッピー勇気のクリスマス Soreike! Anpanman: Akabana chappī yūki no kurisumasu?). 24 de diciembre, 2010
- Soreike! Anpanman: Anpanman y el castillo de Navidad de Gomira (それいけ!アンパンマン 赤鼻チャッピー勇気のクリスマス Soreike! Anpanman: Anpanman to gomira no shiro no kurisumasu?). 23 de diciembre, 2011
- Soreike! Anpanman: Navidad de la isla Doremifa (それいけ!アンパンマン ドレミファ島のクリスマス Soreike! Anpanman: Doremifa shima no kurisumasu?). 21 de diciembre, 2012

## Videojuegos

### Famicom
- Oeka Kids: Anpanman to Oekaki Shiyou!!
- Oeka Kids: Anpanman no Hiragana Daisuki
- Soreike! Anpanman - Minna de Hiking Game!

### Playstation
- Kids Station: Soreike! Anpanman
- Kids Station: Soreike! Anpanman 2: Anpanman to Daibouken
- Kids Station: Soreike! Anpanman 3
- Kids Station: Oshaberi Oekaki Soreike! Anpanman

### Game Boy Color
- Soreike! Anpanman: Fushigi na Nikoniko Album
- Soreike! Anpanman: 5tsu no Tou no Ousama

### Nintendo DS
- Soreike! Anpanman: Baikinman no Daisakusen
- Anpanpan to Asobo: Aiueo Kyoushitsu
- Anpanman to Asobo: ABC Kyoushitsu
- Anpanman to Touch de Waku Waku Training
- Anpanman to Asobu: Aiueo Kyoushitsu DX

### Wii
- Anpanman Niko Niko Party

### Sega Pico
- Soreike! Anpanman Eigo to Nakayoshi Youchiende ABC
- Soreike! Anpanman Eigo to Nakayoshi 2 Tanoshii Kaanibaru
- Soreike! Anpanman - Anpanman to Kotoba Asobi
- Soreike! Anpanman: Anpanman to Suuji Asobi
- Gakken Anpanman to Chinou Appu!
- Soreike! Anpanman: Anpanman no Chie no Waarudo
- Soreike! Anpanman Hajimete Asobu Pico Soft: Anpanman Noiro-Kazu-Katachi Nuriemo Dekichauzo!
- Soreike! Anpanman: Anpanman no Hitori de Dekichatta!
- Soreike! Anpanman no Gemu de Asobou Anpanman
- Soreike! Anpanman no Ohanashi Daisuki Anpanman
- Soreike! Anpanman no Medarin Pikku Waarudo
- Soreike! Anpanman no Minna de Kyousou Anpanman!
- Soreike! Anpanman no Medarin Pikku Waarudo 2
- Soreike! Anpanman: Anpanman to Denwa de Asobou!
- Soreike! Anpanman - Anpanman to Tanoshii Drive!
- Anpanman no Hajimete Mouse Pico with Anpanman to Pasokon renshuu!
- Anpanman Pico Wakuwaku Pan Koujou

### Advanced Pico Beena
- Soreike! Anpanman hajimete kaketa yo! Oboeta yo! Hiragana katakana ~gojūon bōdo kinō-tsuki~
- Shoku Iku shirīzu 1 Soreike! Anpanman: sukikirainai ko genki na ko!
- Anpanman no wakuwaku gēmu oekaki
- Anpanman o sagase!
- Soreike! Anpanman kādo de tanoshiku ♪ ABC
- Soreike! Anpanman dokidoki! Resukyū doraibu ~ kānabi-tsuki ~
- Soreike! Anpanman o mise ga ippai! TV de oryōri tsukutchao

### Arcade
- Soreike! Anpanman poppukōn kōji ~you (shodai)

### Playdia
- Soreike! Anpanman: Pícnic de Obenkyou

## Temas musicales

### Canciones de apertura (openings)
1. Marcha de Anpanman (アンパンマンのマーチ Anpanman no Māchi?).

### Canciones del final (endings)
1. Coraje Rin-Rin (勇気りんりん Yūki Rinrin?).
2. Gimnasia de Anpanman (アンパンマンたいそう Anpanman Taisō?).
3. Gimnasia de Sun-Sun (サンサンたいそう Sansan Taisō?).
4. Do-Re-Mi-Fa-Anpanman (ドレミファアンパンマン Do-Re-Mi-Fa-Anpanman?).

## Fuera de Japón
- En el mundo árabe, se le conoce como "ar-ragheef al'ajeeb" (الرغيف العجيب).
- En la India, que comenzó el Pogo en 2009 y se le emite como "Anpanman Breadman".
- En Corea del Sur, se le conoce como "Narara Hoppangmaen" (hangul: 날아라 호빵맨).
- En China, se le conoce como "面包 超人 (miànbâochâorén)".
- En España, a principios de los años 90, se emitieron algunos episodios en castellano con el nombre de "Pan Pan" a través de La guardería en Antena 3 Televisión y en catalán, con el nombre de "L'home de pà" (El hombre de pan), en TV3 (Cataluña).[cita requerida]
- En Estados Unidos se encuentran disponibles 10 películas con doblaje al inglés a través de la plataforma gratuita de Tubi.
- En México de igual manera están disponibles 10 películas con doblaje al español latino a través de la versión mexicana de Tubi.

## Patrocinadores
- Bandai
- Sega
- VAP
- Shikoku Railway Company
- JA Gayousaimuraji
- Merries
- Agatsuma
- Joy Palette
- Ajinomoto
- Fujiya
- Museo de Anpanman en Yokohama
- Museo de Anpanman en Nagoya
- Museo de Anpanman en Sendai
- Froebel-kan